# Titian Ramsay Peale

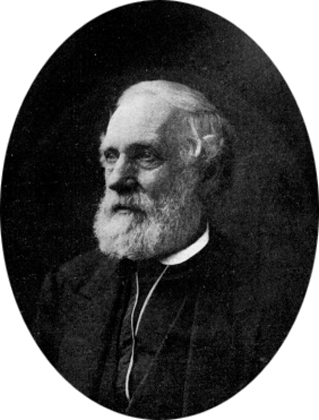
Titian Ramsay Peale (Altersporträt)

Titian Ramsay Peale, häufig auch Titian Peale, (* 17. November 1799, nach anderen Quellen am 2. November 1799 in Philadelphia, Pennsylvania; † 13. März 1885 ebenda) war ein US-amerikanischer Naturforscher und Künstler. Er war Mitglied der Peale-Familie und gehört zu den Pionieren der Amateurfotografie in den Vereinigten Staaten.

## Leben
Peale war der Sohn von Charles Willson Peale und Elisabeth de Peyster Peale. Sein Vater gründete 1786 das Philadelphia Museum, das als erstes öffentliches Naturkundemuseum in den Vereinigten Staaten gilt. Nach einer kurzfristigen Arbeit in einer Spinnmaschinenfabrik im Jahr 1812 und dem Besuch der University of Pennsylvania erlernte Titian Peale im Jahr 1824 von Charles Waterton das Präparationshandwerk im Philadelphia Museum. Daneben fertigte er Zeichnungen von den Museumsobjekten an. Im Winter 1824/25 sammelte Peale im Auftrag von Charles Lucien Jules Laurent Bonaparte Vogelbälge in Florida. 1825 zeichnete er Tafeln für den ersten Band und 1833 für den vierten Band des Werkes American ornithology, or, The natural history of birds inhabiting the United States, not given by Wilson : with figures drawn, engraved, and coloured, from nature von Bonaparte. 1822 heiratete er Eliza Cecilia La Forgue, mit der er sechs Kinder hatte. 1848 heiratete er nach dem Tod seiner ersten Frau Lucinda Mac Mullen.
Im Herbst 1817 begleitete er William Maclure, Thomas Say und George Ord an die Küste von Georgia und nach Florida. Diese Sammelexpedition wurde im Auftrag der Academy of Natural Sciences of Philadelphia durchgeführt. Von Mai 1819 bis Januar 1821 war Peale Forschungsmitglied und Zeichner während der Expedition von Major Stephen Harriman Long zur Erkundung des Gebiets zwischen dem Mississippi River und den Rocky Mountains. Er sammelte zahlreiche Tierproben, machte Skizzen und illustrierte die Arbeiten von Longs Expeditionsmitgliedern. Zwischen 1824 und 1828 veröffentlichte Thomas Say drei Bände des Werkes American Entomology, die von Peale illustriert wurden. 1821 wurde Peale Direktionsassistent und 1833 Direktor des Philadelphia Museum. 1831 begleitete Peale eine Expedition von Marmaduke Burrow zum Río Magdalena nach Kolumbien. 1833 begann er ein Manuskript mit dem Titel Lepidoptera Americana, das jedoch unvollendet blieb und nur in Teilen veröffentlicht wurde. Zwischen 1838 und 1842 war er Mitglied der United States Exploring Expedition unter Charles Wilkes. 1849 musste Peale aus finanziellen Gründen seine Sammlung mit Ausnahme der Gemälde verkaufen. Von 1849 bis 1872 arbeitete er als Prüfer in der United States Patent and Trademark Office in Washington, D.C.
Peale gilt als einer der ersten Amateurfotografen in den Vereinigten Staaten. Vor allem in den 1850er und 1860er Jahren machte er häufig Aufnahmen von Washington, D.C. und der näheren Umgebung. 1871 gehörte er neben Joseph Henry zu den Mitbegründern der Philosophical Society of Washington.

## Galerie

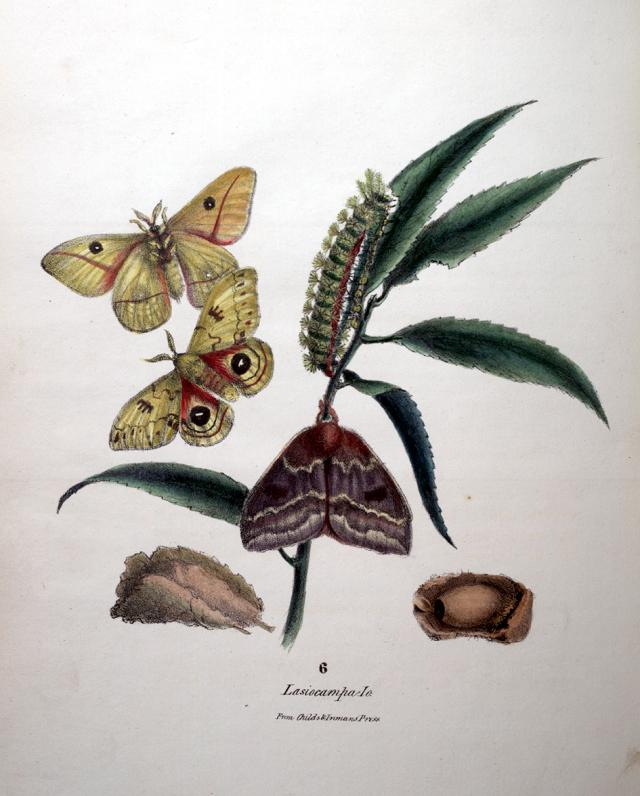
Automeris io [1833]
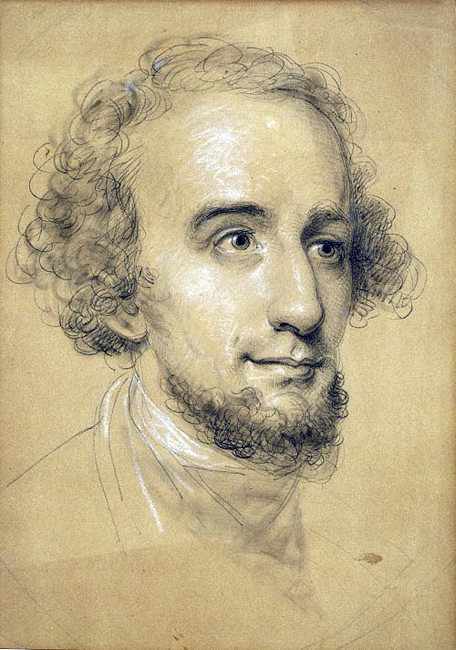
Selbstporträt [1845?]
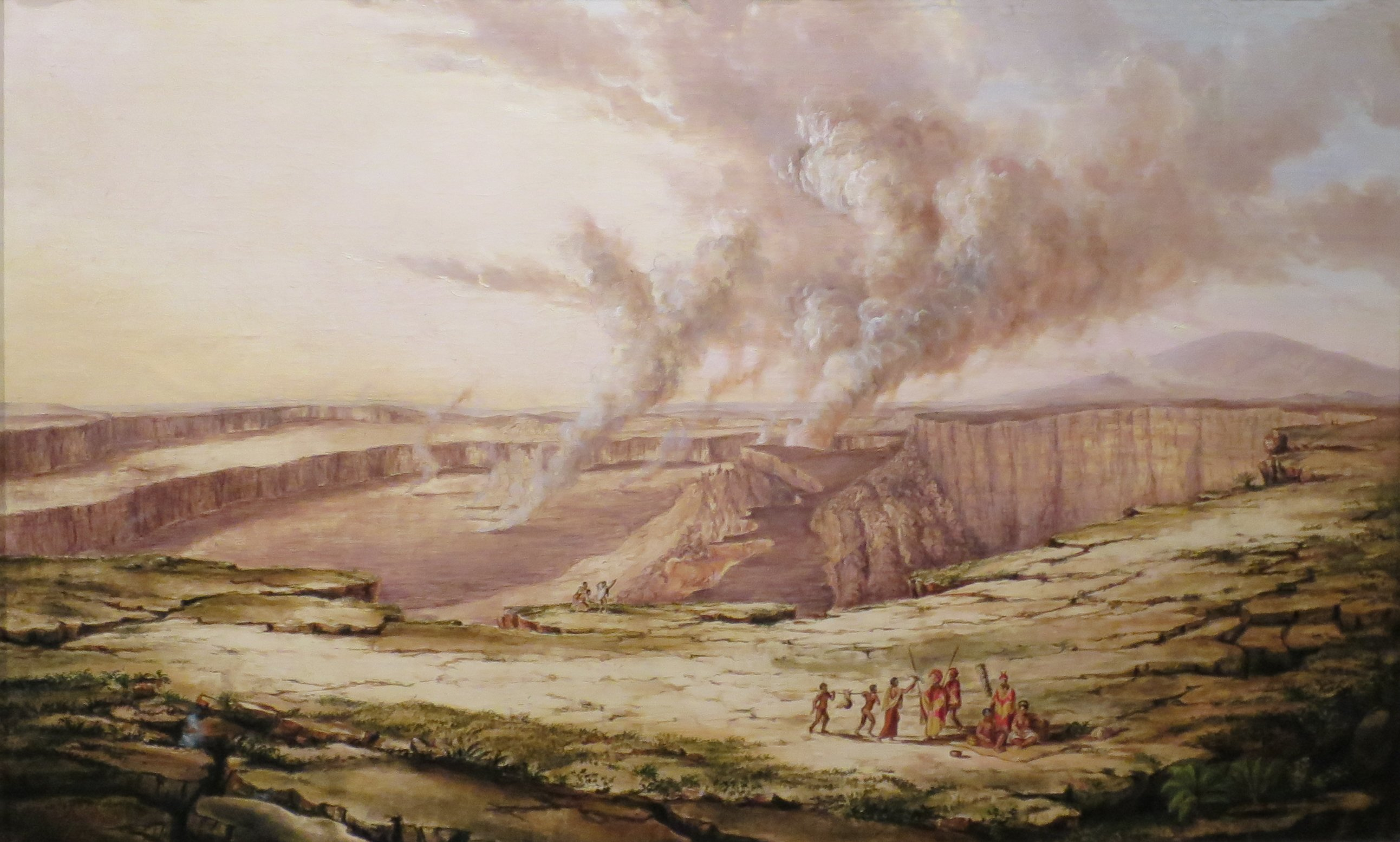
Der Kilauea am Tag [1842]
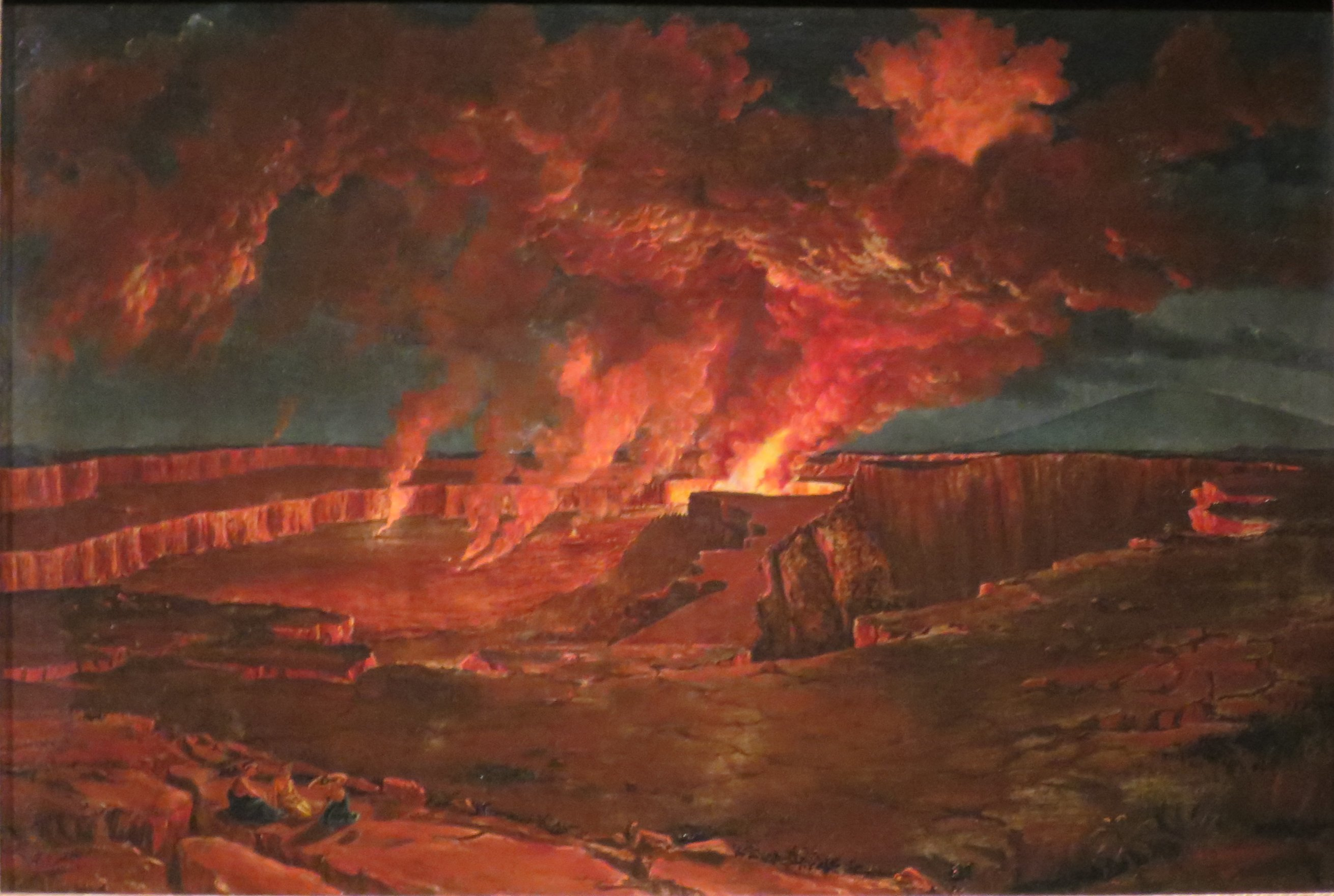
Der Kilauea bei Nacht [1842]
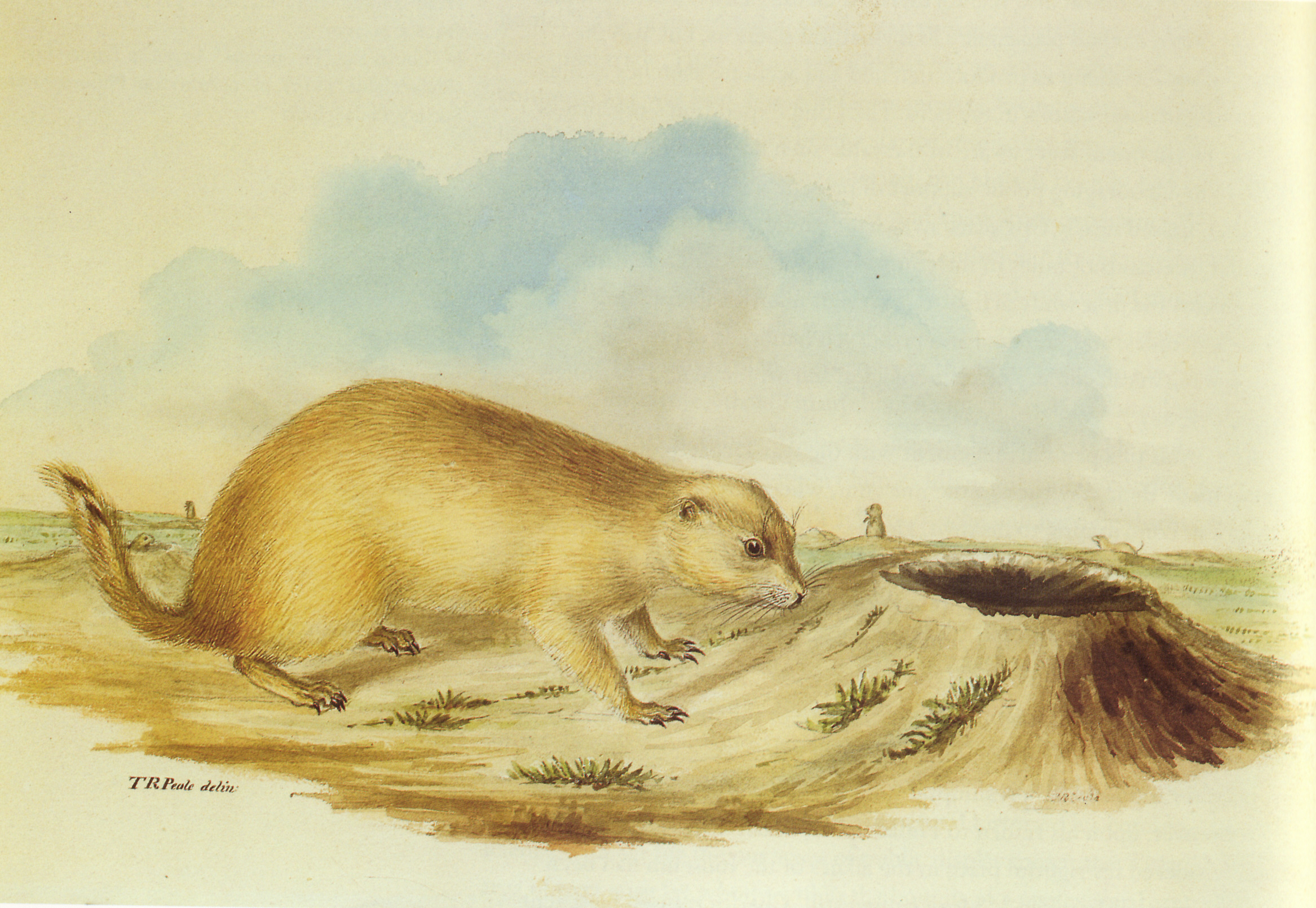
Präriehund am Bau [ca. 1819–1821]

## Dedikationsnamen und Ehrungen
1867 beschrieben Otto Finsch und Gustav Hartlaub die Unterart Todiramphus chloris pealei des Halsbandliests von Amerikanisch-Samoa. 1873 benannte Robert Ridgway den Nordamerikanischen Wanderfalken (Falco peregrinus pealei), die größte Unterart des Wanderfalken, zu Ehren Peales. Auch die Pazifikinsel Peale Island in der Nähe von Wake, die Bucht Peale Inlet in Ellsworthland in der Antarktis und die Peale Passage am südlichen Ende des Puget Sound sind nach ihm benannt.